# Orangeat
L'orangeat est un zeste d'orange confit détaillé en lanière ou en cube. Il est préparé à base d'orange amère (Citrus × aurantium). On ne doit pas le confondre avec l'orangette qui est un zeste d'orange confit nappée de chocolat.

## Dénomination
Le mot orangeat est régulièrement présent dans la littérature numérisée en français depuis 1700 (avec des fortes fréquences à chaque changement de siècle). Il est plus faiblement présente en anglais et depuis 1780 seulement.
Le terme est courant en allemand pour nommer les zestes d'orange bigarade confits au sucre qu'on utilise dans les pâtisseries.

## Histoire
Le moyen âge connaissait la bigarade avant l'introduction de l'orange douce. L'Anonyme andalou donne une recette de Pâte d’orange amère. Les écorces d’oranges rouges coupées en lanières après  macération dans l’eau, sont cuites dans du miel jusqu'à obtention d’une pâte qui est  «digestive, dissout le flegme, aphrodisiaque, protège des poisons froids; en cela elle est admirable». Nostradamus (Confire l'orangeat) pratique de même pour qu'elle soit « meilleure et plus douce, car l'amertume naturelle des oranges s'adoucit avec le temps grâce au sucre ou au miel ». Le Ménagier de Paris trempe lui aussi les écorces dans l'eau pour en diminuer l'amertume avant de les confire au miel.

### Orangeade et confiture
Le terme orangeat désignait aussi jusqu'au XVIIIe siècle une orangeade faite avec des bigarades, elle se fait écrit François Guislier Du Verger (1718) comme l'eau de limon ou limonade, elle-même variant de la citronnade (eau-fruits coupés et sucre infusés à froid). Au XIXe siècle La vie privée d'autrefois cite l'orangeat «comme une limonade» qu'on peut discrètement parfumer de musc et d'ambre. L'orangeat était une boisson recommandée en cas de fièvre.
Depuis la même époque orangeat désigne enfin une confiture faite de petits morceaux d'écorce d'orange, cette acception est toujours citée de nos jours.

### Dragée
L'apothicaire Pierre Pomet (1735) décrit la préparation: «On confit au sucre les oranges entières, après les avoir pelées et vidées, puis on en fait ce que nous appelons Oranges entières, ou écorce d'Orange confite, dont la plus belle est celle qui se fait à Tours; parce qu'elle est plus claire, plus transparente et plus haute en couleur. Nous faisons venir de Lyon l'écorce d'Orange coupée en lardons, qui est ce que nous appelons Orangeat, que l'on couvre de sucre, et ensuite est appelé Orangeat en dragée». Orangeat désigne donc ici et le zeste confit au sucre et séché, et le même sous forme de dragée. 

## Préparation
Mode opératoire donné par le Strassburger Post en 1917: «Les écorces de bigarade, débarrassées du blanc intérieur et nettoyées, sont trempées dans de l'eau douce pendant cinq à six jours, puis bouillies dans de l'eau sucrée jusqu'à évaporation du liquide, et enfin une fois confites sont séchées. Pour une conservation fraîche et souples, la meilleure option est de les stériliser dans des bocaux en les cuisant à 85° C. Les écorces d'orange au sucre candi se conservent au sec sans avoir besoin d'être stérilisées». 

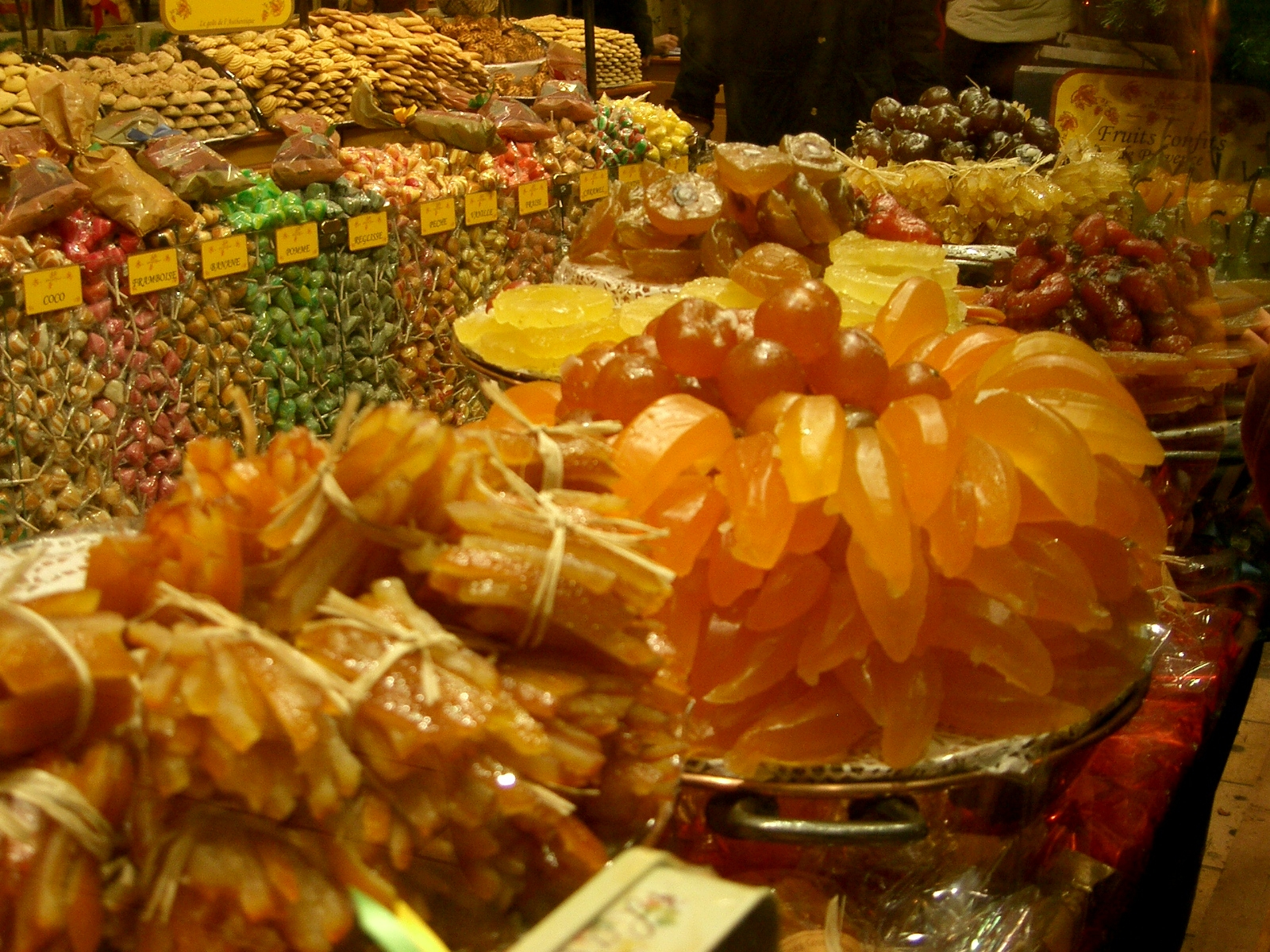
Bigarade confite dans une confiserie provençale

Les orangeats étaient jadis rares, ils provenaient de Sicile «fabriqué à partir d'orange sauvage, qui, à cet effet, est estampée en fûts et voyage de Sicile vers les grandes conserveries anglaises». 

## Utilisations
L'orangeat broyé au mortier est un aromate des pains d'épices, des Stollen, de petits gâteaux à base de pâte d'amande, les rochers au chocolat,  et confiseries allemandes ou alsaciennes de Noël que P. Lacam façonne en étoiles ou encore le Biscuit de Savoie.  
Les orangeats sont aussi des pièces décoratives, en Chine les 青红丝 (Qīng hóng sī) soies vertes et rouge sont des fines lanières de zeste d'orange confits au sucre teintés en rouge et en vert très vifs pour embellir les gâteaux qui donnent un sentiment de joie et d'abondance et atténuent le côté gras et sucré. 
En République démocratique allemande, où les agrumes étaient difficiles à trouver, on en fabriquait un ersatz d'orangeat à base de carotte, le Kandinat M (de) pour les Stollen de Dresde.